# Édith Butler

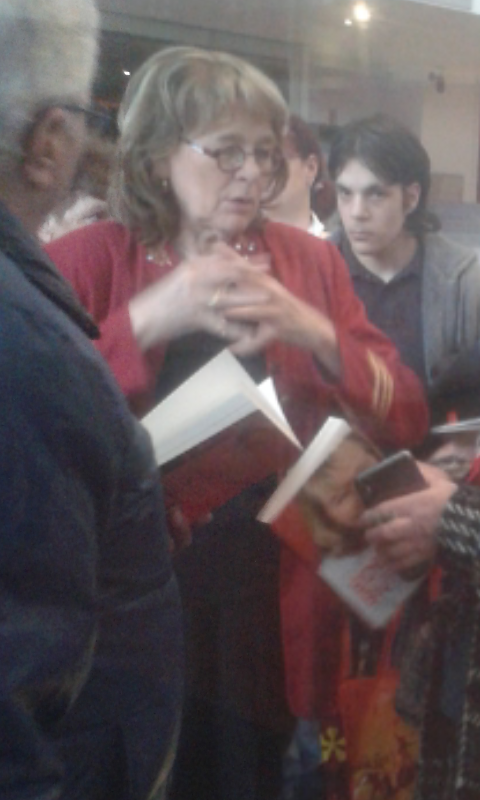
Édith Butler

Édith Butler, OC, (* 27. Juli 1942 in Paquetville, New Brunswick, Kanada) ist eine kanadische Autorin, Komponistin, Musikerin und Schauspielerin.

## Diskografie

### Alben
- 1973: Avant d'être dépaysée ("Avant d'être dépaysée", "Il m'envoie à l'école", "Nos hommes ont mis la voile", "L'escaouette", "On parlera de nous, someday", "Et puis je t'aime"…)
- 1974: L'Acadie s'marie ("Le Mascaret", "Le rêve", "Tous nos hommes", "Le dix avril", "L'Acadie s'marie", "Mon ami", "Dans l'Acadie"…)
- 1975: Chansons d'Acadie ("Il a tout dit", "Blanche comme neige", "Ma fille vous ne l'aurez pas", "Le petit bateau", "Le 25 de mai", "Meurette"…)
- 1976: Je vous aime, ma vie recommence ("Je m'avance au-devant de toi", "Tu regardes la mer", "Le grain de mil", "Je vous aime, ma vie recommence", "Une fleur à ma fenêtre", "Dans l'île", "Le p'tit boeuf"…)
- 1977: L'Acadie s'marie (Sélections diverses des albums «Avant d'être dépaysée» et de «L'Acadie s'marie»)
- 1978: L'espoir ("C'est une chanson d'amour", "J'étions fille du vent et d'Acadie", "Voguer sur des étoiles de mer", "Anne, ma sœur Anne", "C'est beau l'amour", "Chanson pour endormir le vent", "Hymne à l'espoir"…)
- 1979: Asteur qu'on est là ("Le soleil se lève", "Nounages", "Le fil de la rivière", "Paquetville", "Marie Caissie"…)
- 1980: Édith Butler à Paquetville (Album de ses grands succès LIVE)
- 1981: Barbichon, barbiché (Disque fait avec Jacqueline Lemay) ("Cet été", "Qui chante", "La valse des fleurs", "Entends la nature", "L'étoile de Noël"…)
- 1983: De Paquetville à Paris ("Paquetville", "Escarmouche à Restigouche", "Hale", "Je m'appelle Édith", "Laissez-moi dérouler le soleil", "Meurette"…)
- 1984: Un million de fois je t'aime ("Un million de fois je t'aime", "La complainte de Marie-Madeleine", "Super Summertime I love you", "Oh cher, veux-tu venir danser ?", "Les petits tracas"…)
- 1985: Les grands succès d'Édith Butler (Compilation de 12 titres)
- 1985: Le party d'Édith ("Vot'ti chien madame", "Diggy Liggy Lo", "Ma mère chantait toujours", "La bastringue", "Les petits cœurs"…)
- 1986: Et le party continue ("Hommage à Gilles Vigneault", "Y mouillera pu pan toutte pan toutte", "L'arbre est dans ses feuilles", "On n'a pas tous les jours 20 ans", "Hommage à Madame Bolduc"…)
- 1987: Party pour danser ("Samba Samba", "Na na hey hey good bye", "La bamba", "Ça m'fait quelque chose", "Aiko aiko", "Branchée sur le cœur"…)
- 1989: Tout un party ! (Compilation – Les meilleurs moments des trois "party")
- 1990: Drôle d'hiver, drôle d'univers ("Drôle d'hiver", "Certains jours de pluie", "Matawila", "Cœur qui danse", "Cajuns de l'an 2000", "Comme un béluga"…)
- 1992: Ça swingue! ("Laissez faire", "Travailler c'est trop dur", "Cœur de Cajuns", "Ça swingue au pays de la Sagouine", "Quand je reviendrai à Caraquet"…)
- 1995: Édith à l'année longue ("La 20", "Joli-Cœur", "Dis oui, si tu m'aimes", "Le paquet d'nerfs de Paquetville", "Paquetville 95", "Ne m'appelle plus l'Acadienne", "Au chant de l'alouette"…)
- 2003: Madame Butterfly ("J’avais un bel ami", "Le grain de mil", "À la claire fontaine", "C’est dans le mois de mai", "Dans les prisons de Nantes", "L’enfant au tambour"…)
- 2013: Le retour
- 2021: Le tour du Grand Bois